# Cola lepidota
Cola lepidota är en malvaväxtart som beskrevs av Karl Moritz Schumann. Cola lepidota ingår i släktet Cola och familjen malvaväxter. Inga underarter finns listade i Catalogue of Life.